# E. W. Emo
E. W. Emo (* 11. Juli 1898 als Emerich Josef Wojtek in Unter-Seebarn 51, bei Grafenwörth, Österreich-Ungarn; † 2. Dezember 1975 in Wien) war ein österreichischer Filmregisseur, vor allem für Lustspiele, 21 davon mit dem Schauspieler Hans Moser. Er arbeitete auch im Ausland und schrieb einige Drehbücher.

## Leben und Wirken
Emerich Josef Wojtek war der Sohn eines Oberlehrers. Er besuchte die Landesrealschule in Krems und leistete im Ersten Weltkrieg Militärdienst. 1919 arbeitete er zunächst als Komparse und danach als Hilfsregisseur, Aufnahmeleiter und schließlich Regieassistent in der Filmbranche. 1927 kam er als Regieassistent nach Berlin und arbeitete hier auch als Schnittmeister und Dramaturg mit verschiedenen Regisseuren zusammen.
1928 inszenierte er seinen ersten Spielfilm namens Flitterwochen. Danach drehte er zahlreiche Unterhaltungsfilme und mit Beginn der Tonfilmzeit auch mehrere Musik- und Operettenfilme. Emo hatte als Regisseur erheblichen Anteil an der Popularität von Schauspielern wie Paul Hörbiger, Theo Lingen und vor allem Hans Moser, der in insgesamt 21 seiner Filme mitspielte. 1936 gründete er in Berlin mit Paul Hörbiger und dem österreichischen Konsul Karl Künzel die Algefa-Film. Im selben Jahr wurde sein Künstlername als amtlicher Name „Emerich Walter Emo“ anerkannt. Auch nach dem Zweiten Weltkrieg konnte Emo noch mehrere Spielfilme realisieren.
Während des Nationalsozialismus zählte er zu den „Haus“-Regisseuren der Wien-Film, wo er weiterhin leichte Komödien, häufig mit Hans Moser drehte, dem er viel Improvisationsspielraum ließ. In manchen seiner Filme kritisierte der linientreue Regisseur auch die Klischees der Wiener Filme, etwa in Anton der Letzte (1939), wo er Hans Mosers Raunzerei ins Querulantentum übersteigerte, und in Liebe ist zollfrei (1941), wo er die „hohe Wiener Gesellschaft“ weniger kitschig als vielmehr großspurig und boshaft darstellte. 
Emos einziger dezidiert propagandistische Film ist allerdings Wien 1910 (1942), der mit der verzerrten Darstellung der Wiener Politik um den Antisemiten Karl Lueger und den Deutsch-Nationalen Georg von Schönerer als späte Legitimierung der Annexion Österreichs an Deutschland gedacht war. Dieser Versuch muss jedoch als gescheitert betrachtet werden, da der Film den Nationalsozialisten dennoch zu österreichisch war, weshalb er in der „Ostmark“, Österreich, zur Aufführung verboten wurde. In Deutschland blieb das Interesse am Film gering.
Er war seit 1930 mit der deutschen Schauspielerin Anita Dorris verheiratet. Ihre Tochter ist die 1936 geborene Schauspielerin Maria Emo. E. W. Emo starb am 2. Dezember 1975 in Wien an Arteriosklerose. Er wurde am Hietzinger Friedhof bestattet.

## Filmografie
- 1928: Flitterwochen
- 1928: Spelunke
- 1928: Polnische Wirtschaft
- 1929: Zwischen vierzehn und siebzehn – Sexualnot der Jugend
- 1929: Mein Traum wär ein Mädel
- 1929: Was kostet Liebe?
- 1929: 1. Klangfilm
- 1929: Im Prater blüh’n wieder die Bäume
- 1930: Heute nacht – eventuell
- 1930: Der Hampelmann
- 1930: Zweimal Hochzeit
- 1931: A Minha Noite de Núpcias
- 1931: A Mulher Que Ri
- 1931: Lo mejor es reir
- 1931: Der unbekannte Gast
- 1931: Ich heirate meinen Mann
- 1931: Der Storch streikt. Siegfried der Matrose
- 1932: Fräulein – falsch verbunden
- 1932: Moderne Mitgift
- 1932: Das Testament des Cornelius Gulden
- 1932: Der Frauendiplomat
- 1933: Marion, das gehört sich nicht
- 1933: …und wer küßt mich?
- 1933: Kleines Mädel – großes Glück
- 1934: Der Herr ohne Wohnung
- 1934: Jungfrau gegen Mönch
- 1934: Gern hab' ich die Frau'n geküßt
- 1934: Der Doppelgänger
- 1935: Endstation
- 1935: Der Himmel auf Erden
- 1935: Petersburger Nächte. Walzer an der Newa
- 1935: Knox und die lustigen Vagabunden (Zirkus Saran)
- 1935: Familie Schimek
- 1935: Der Vogelhändler
- 1936: Drei Mäderl um Schubert (auch Drehbuch)
- 1936: Ungeküsst soll man nicht schlafen geh'n
- 1936: Schabernack
- 1936: Die Puppenfee
- 1936: Fiakerlied
- 1937: Die unentschuldigte Stunde
- 1937: Die Austernlilli
- 1937: Die verschwundene Frau
- 1937: Musik für dich
- 1937: Die glücklichste Ehe der Welt
- 1937: Der Mann, von dem man spricht
- 1938: 13 Stühle
- 1938: Der Optimist
- 1938: Anton, der Letzte
- 1939: Unsterblicher Walzer
- 1940: Meine Tochter lebt in Wien
- 1940: Der liebe Augustin
- 1941: Liebe ist zollfrei
- 1942: Wien 1910
- 1942: Zwei glückliche Menschen
- 1943: Reisebekanntschaft
- 1943: Schwarz auf weiß
- 1943/45: Freunde
- 1948: Alles Lüge
- 1948: Kleine Melodie aus Wien
- 1949: Nichts als Zufälle
- 1949: Es lebe das Leben
- 1949: Um eine Nasenlänge
- 1950: Jetzt schlägt’s 13 (Es schlägt 13)
- 1950: Es liegt was in der Luft
- 1950: Der Theodor im Fußballtor
- 1951: Hilfe, ich bin unsichtbar!
- 1952: Wir werden das Kind schon schaukeln (Schäm dich, Brigitte)
- 1953: Fräulein Casanova
- 1953: Wirbel um Irene (Irene in Nöten)
- 1953: Damenwahl
- 1956: Husarenmanöver
- 1956: K. u. K. Feldmarschall
- 1957: Ober, zahlen!
- 1958: Wenn die Bombe platzt